# Diocèse de Barcelona
Ne doit pas être confondu avec Archidiocèse de Barcelone.
Le diocèse de Barcelona  (en latin : Diœcesis Barcinonensis in Venetiola ; en espagnol : Diócesis de Barcelona) est un diocèse de l'Église catholique au Venezuela, suffragant de l'archidiocèse de Cumaná.

## Territoire

Carte des diocèses du Venezuela avec le diocèse de Barcelona en rouge

Le territoire du diocèse correspond aux frontières nord de l'État d'Anzoátegui, il possède une superficie de 20322 km2 avec 46 paroisses. Le diocèse est suffragant de l'archidiocèse de Cumaná avec son évêché à Barcelona où se trouve la catedral de San Cristóbal (es).

## Histoire
Le diocèse est érigé le 7 juin 1954 par la bulle pontificale Summa Dei du pape Pie XII en prenant une partie du territoire du diocèse de Ciudad Bolívar (aujourd'hui archidiocèse) et devient suffragant de l'archidiocèse de Caracas. Le 21 juin 1958, il devint membre de la province ecclésiastique de l'archidiocèse de Ciudad Bolívar jusqu'au 16 mai 1992, date à laquelle il devient suffragant de l'archidiocèse de Cumaná. Le 31 mai 2018, il est amputé de sa partie sud pour la création du nouveau diocèse d'El Tigre.

## Évêques
- José Humberto Paparoni (1954-1959)
- Ángel Pérez Cisneros (1960-1969) nommé évêque coadjuteur de l'archidiocèse de Mérida
- Constantino Maradei Donato (1969-1991)
- Miguel Delgado Ávila ,S.D.B (1991-1997)
- César Ramón Ortega Herrera (1998-2014)
- Jorge Aníbal Quintero Chacón (2014-  )

## Sources
- http://www.catholic-hierarchy.org